# Marcus Ulpius Marcellus
Marcus Ulpius Marcellus war ein im 2. Jahrhundert n. Chr. lebender Angehöriger des römischen Ritterstandes (Eques).
Durch ein Militärdiplom ist belegt, dass Marcellus 119 Präfekt der in Ravenna stationierten römischen Flotte (classis praetoria Ravennas) war.